# Ortenaukreis
Ortenaukreis je okrug u njemačkoj pokrajini Baden-Württemberg. Oko 417.613 stanovnika živi u okrugu površine 1850,74 km².

## Gradovi
1. Achern
2. Ettenheim
3. Gengenbach
4. Haslach im Kinzigtal
5. Hausach
6. Hornberg
7. Kehl
8. Lahr/Schwarzwald
9. Mahlberg
10. Oberkirch
11. Offenburg
12. Oppenau
13. Renchen
14. Rheinau
15. Wolfach
16. Zell am Harmersbach

## Vanjske poveznice
- Webstranica okruga